# Kodeks Borbonicus
Kodeks Borbonicus je astečki kodeks koga su napisali astečki sveštenici nedugo prije ili poslije španskog osvajanja Meksika. Poput svih kodeksa prije Kolumba, u prirodi je bio u potpunosti u slikama, iako su neka španska objašnjenja dodana kasnije.
Koeks Borbonicus je jedan arak amatl papira. Iako je izvorno bilo 40 stranica presmotanih u stilu harmonike, prve dvije i posljednje dvije stranice nedostaju. Kodeks je sada dug 14,2 metara.
Kodeks Borbonicus se može podijeliti u tri dijela:
Prvi dio je jedan od najzamršenijih sačuvanih božanskih kalendara (ili tonalamtl). Svaka stranica predstavlja jednu od 20 trecena (ili 13-dnevnih perioda), u 260-dnevnoj godini (ili tonalpohualli). Većina stranica je oslikana vladajućim božanstvom ili božanstvima, sa podsjetnikom na 13 dana-znakova trecene i 13 drugih božanstava.
Pomoću ovih 26 simbola, sveštenici su bili u mogućnosti napraviti horoskop i predvidjeti budućnost. Prvih 18 stranica kodeksa (sve što je ostalo od izvornih 20) su mnogo više oštećene od posljednjih dijelova, što vjerovatno pokazuje da su se ove stranice češće koristile.
Drugi dio kodeksa dokumentuje mesoamerički 52-godišnji period, redom prikazujući datume prvih dana svake od 52 sunčeve godine. Ovi dani su povezani sa devet Gospodara Noći, božanstvima povezanim sa pomjeranjem nebeskih tijela.  
Treći dio je fokusiran na rituale i ceremonije, posebno na one koji završavaju 52-godišnji period, kada se mora zapaliti "nova vatra". Ovaj dio je nedovršen.

## Preporuke
- Astečki kalendar
- Kodeks Borgia
- Astečki kodeksi

## Spoljašnje veze
- Veze ka svakoj od 36 stranica kodeksa Borbonicus